# Ute Ehrhardt
Ute Ehrhardt (* 1956 in Kassel) ist eine deutsche Psychologin und Autorin. 

## Leben
Ehrhardt gründete nach ihrem Studienabschluss mit ihrem Mann Wilhelm Johnen eine gemeinsame Praxis. Bekannt wurde sie 1994 durch ihren Bestseller Gute Mädchen kommen in den Himmel, böse überall hin, das argumentiert, Frauen versagten sich viel und würden ihre Ansprüche nicht formulieren, weil sie Angst vor Bestrafung hätten und einem Ideal des Bravseins folgten. Das Buch stand von 1995 bis 1997 insgesamt 107 Wochen lang auf Platz eins der Spiegel-Bestsellerliste für Sachbücher. Das ist der Rekord für ein Einzelwerk, den bisher kein Sachbuch überboten hat. Der Titel des Buches ist als Redewendung in den deutschen Sprachschatz eingegangen. Darüber hinaus wurde der Band in zahlreiche andere Sprachen übersetzt.
Mit dem Handbuch Und jeden Tag ein bißchen böser erschien 1996 eine Fortsetzung ihres Bestsellers, die jedoch nicht an den Erfolg ihres Erstlings anschließen konnte. Ute Ehrhardt lebt in der Schweiz.

## Werke (Auswahl)
- 1994: Strategien für Mütter im Beruf (mit Wilhelm Johnen)
- 1994: Gute Mädchen kommen in den Himmel, böse überall hin
- 1996: Und jeden Tag ein bißchen böser
- 1998: Frauen steigen wieder ein
- 2002: Die Klügere gibt nicht mehr nach – Frauen sind einfach besser
- 2013: Wenn ich ehrlich bin, dann lüg ich richtig gut (mit Wilhelm Johnen)